# هاپتون کسل، شروپ‌شر
هاپتون کسل (به انگلیسی: Hopton Castle) یک روستا و محله مدنی در بریتانیا است که در Shropshire واقع شده‌است.